# Lotus Eletre
De Lotus Eletre is een elektrische auto van autoproducent Lotus uit het Verenigd Koninkrijk. Het model werd voorgesteld op 29 maart 2022 als de eerste SUV van Lotus en ook als hun eerste auto die geproduceerd wordt in China.

## Specificaties[3]

### Vervoer
De auto biedt 5 zitplaatsen aan passagiers, en er is standaard 611 liter kofferbakruimte beschikbaar, die uitgebreid kan worden tot maximaal 1532 liter. De "frunk" of opslag onder de motorkap is 48 liter groot. Het voertuig is niet voorzien van een trekhaak. 

### Accu
De auto heeft een 112 kWh grote tractiebatterij waarvan 107 kWh bruikbaar is. Dit resulteert in een WLTP-gemeten actieradius van 600 km, wat neerkomt op 520 km in de praktijk.

### Opladen
De accu van de auto kan standaard worden opgeladen via een Type 2-connector met laadvermogen van 22 kW door gebruik van 3 fase-32 ampère, waarmee de auto in 5,75 uur van 0 % naar 100 % geladen kan worden. Bij gebruik van een snellader met een CCS-aansluiting kan een laadvermogen van maximaal 350 kW worden bereikt, waarmee de auto in minimaal 20 minuten van 10 % naar 80 % geladen kan worden, wat neerkomt op een snellaadsnelheid van 1090 km rijbereik/u. 

### Prestaties
De elektronische aandrijflijn van de auto kan 450 kW of 612 pk aan vermogen leveren, waarmee de auto met 710 Nm koppel in 4,5 seconden kan optrekken van 0 naar 100 km/u. De maximale snelheid die bereikt kan worden is ongeveer 250 km/u. 

## Galerij

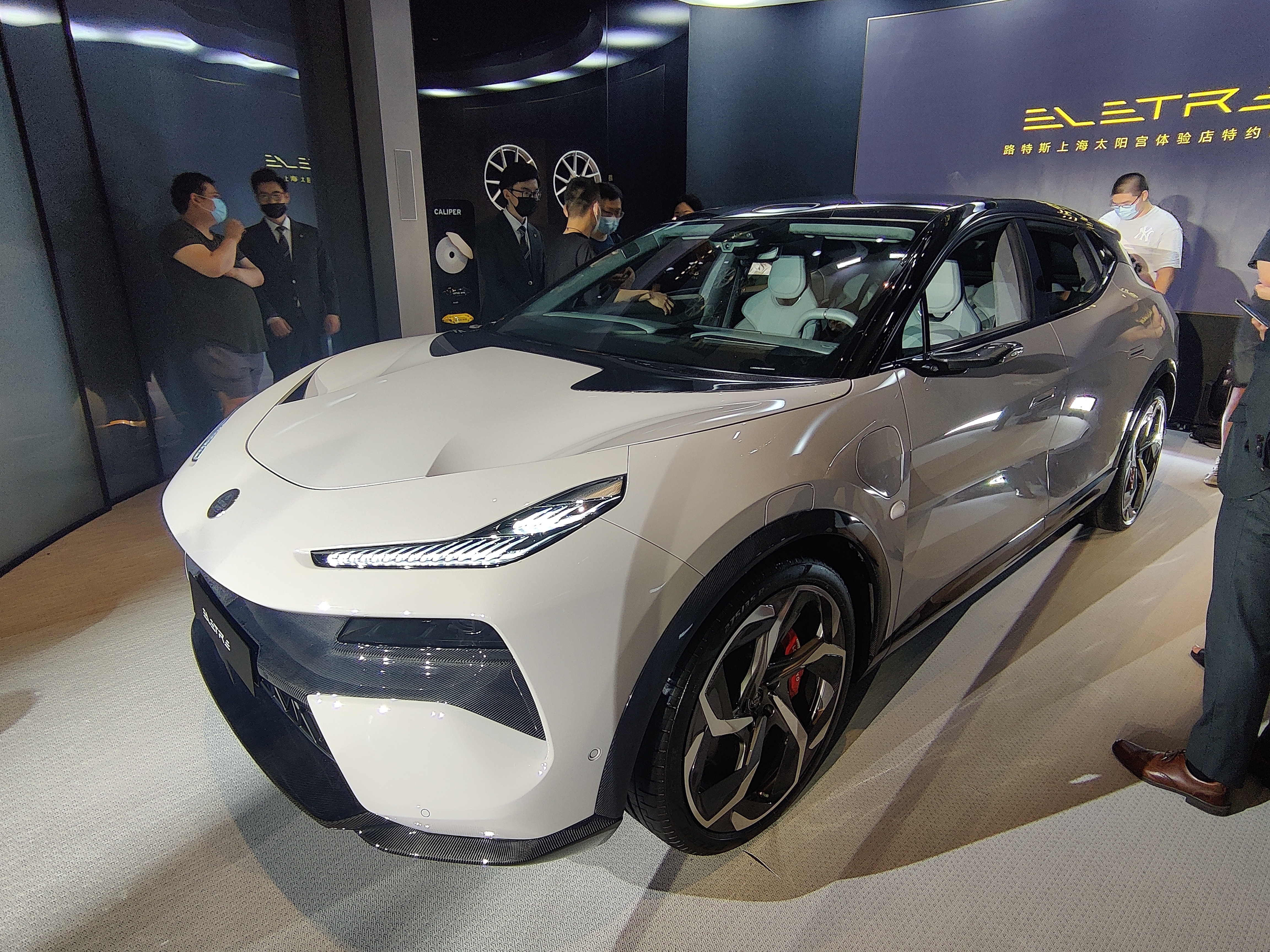
Voorzijde
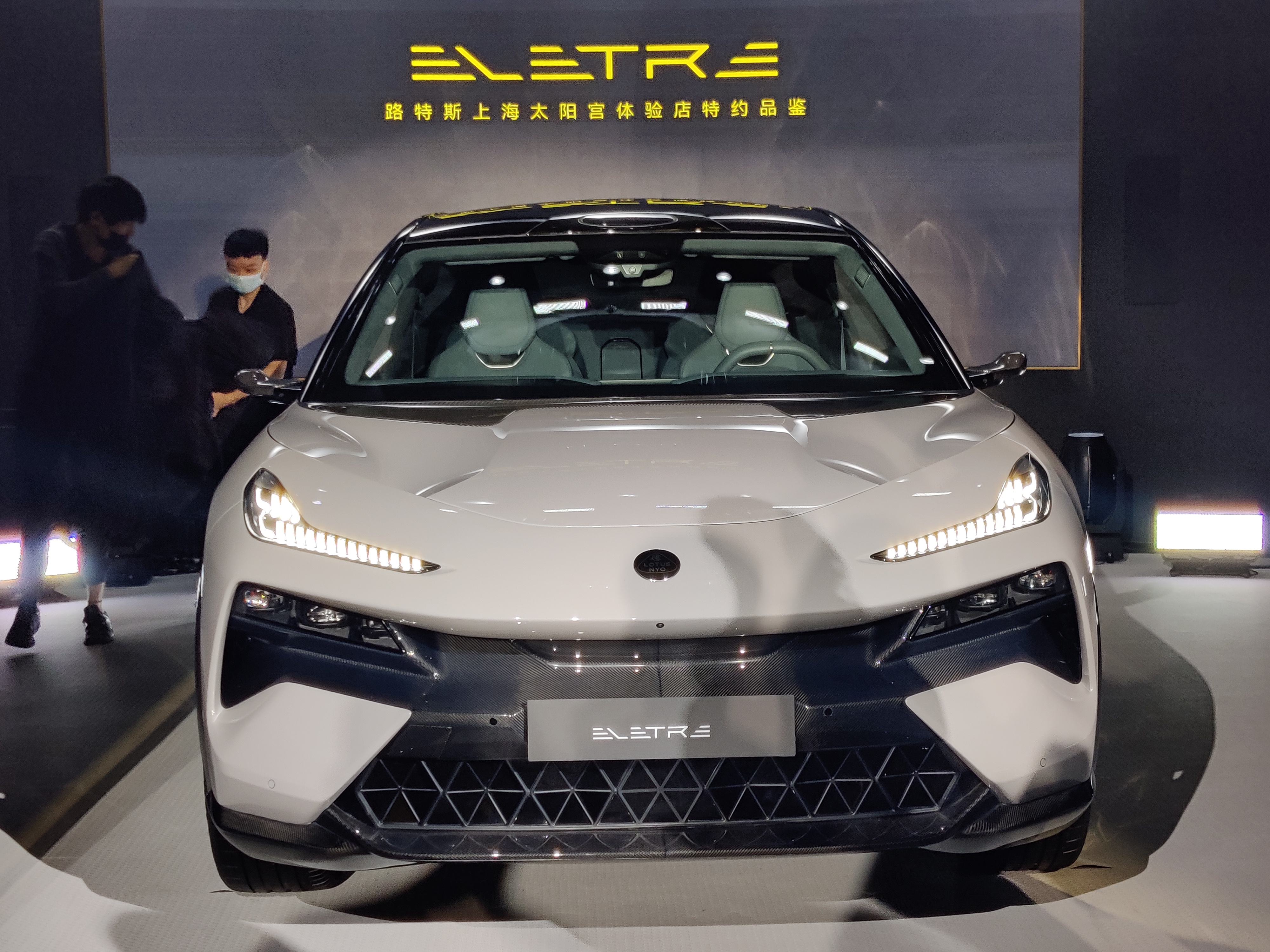
Motorkap
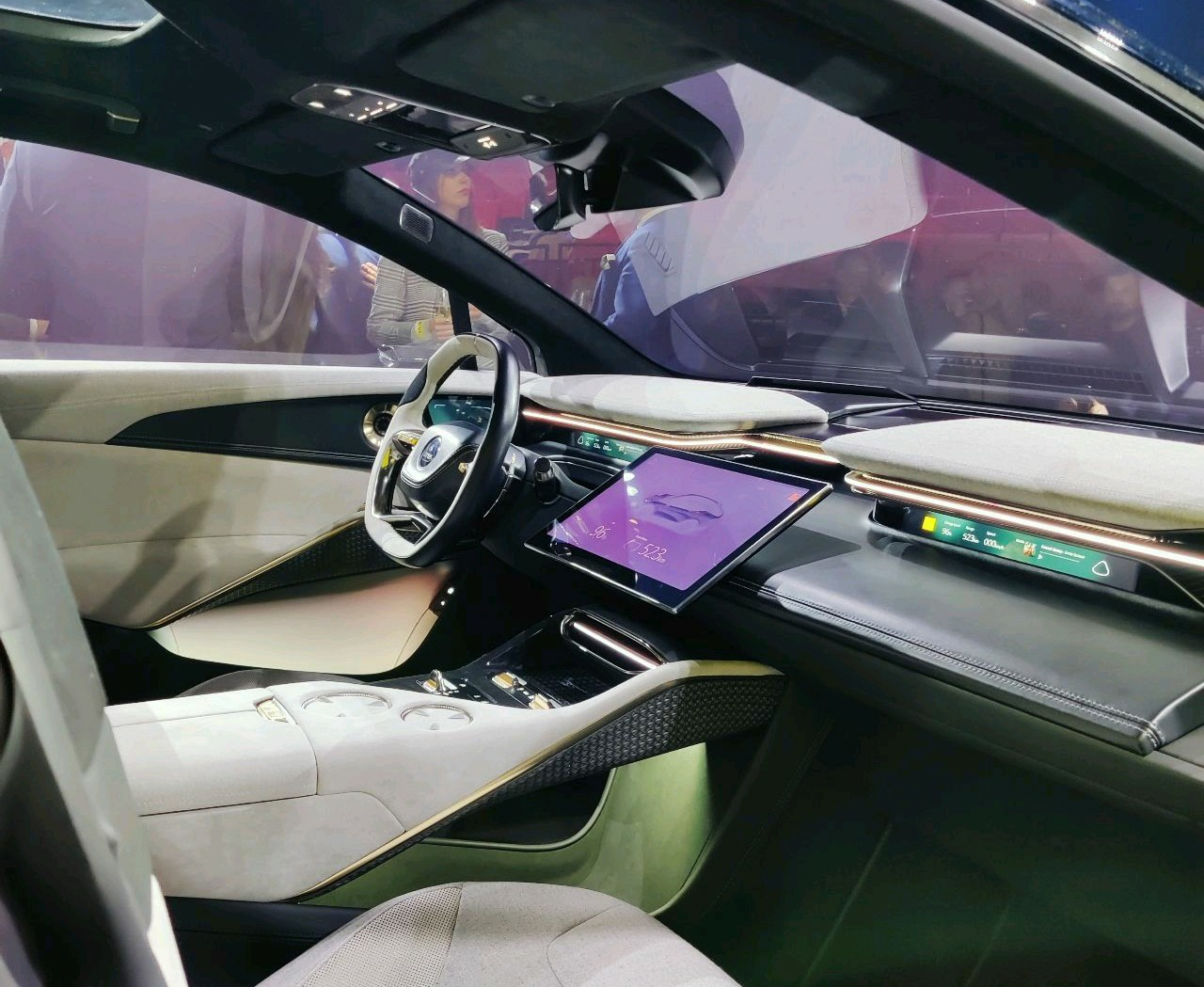
Interieur